# أنطونيو ليون
أنطونيو ليون (بالإسبانية: Antonio Leon)‏ هو سباح باراغواياني، ولد في 4 أغسطس 1982 في أسونسيون في باراغواي.

## روابط خارجية
- أنطونيو ليون على موقع أوليمبيديا (الإنجليزية)